# Passeig de la Puda (Sant Joan de les Abadesses)
El Passeig de la Puda és una via urbana de Sant Joan de les Abadesses (Ripollès) inclosa a l'Inventari del Patrimoni Arquitectònic de Catalunya.

## Descripció
Aquest és un passeig urbanitzat l'any 1926 que porta des de la carretera de Ripoll a la font sulfurosa de la Puda, des d'ell s'aprecia la major part del poble de Sant Joan. És flanquejat per tot el seu cantó nord per un mur de contenció de pedra de riu. Aquest passeig es troba emmarcat per una filera de plataners. Actualment es troba força deixat, però conserva tot el seu encant.
La font és una construcció que es troba tocant el marge, amb sostre de volta i un banc a cada cantó, tot revestit de rajola vermella. Per la banda de fora i en un costat de la construcció hi ha gravat l'escut de la vila de Sant Joan de les Abadesses i a sota diu: "Propiedad del Ayuntamiento 1925". L'aigua sulfurosa raja contínuament per un tòt curt inclinat avall i cau en una pica amb reixa, deixant un color blanquinós a tot arreu per efecte de la composició de l'aigua.

## Història
Aquest naixement d'aigua sulfurosa es coneix des de temps immemorials. Ja apareix citada l'any 1823, però no és fins al 1842 que comença a tenir l'aspecte actual. El 1860 i 1876 s'hi van fer obres. El 1893 es concedí l'autorització per fer-hi un balneari que, igual que l'any 1916, no es portarà a terme. El 1925 és quan se li dona l'estructura actual i al llarg dels anys té diverses millores fins al 1986 que conservant la seva estructura originària se li fan obres de consolidació, millora i canvi, com treure-li les reixes que tenia davant la porta. Datat per publicació i a la mateixa font.